# Oncholaimus spiralis
Oncholaimus spiralis is een rondwormensoort uit de familie van de Oncholaimidae.